# Květy (časopis)

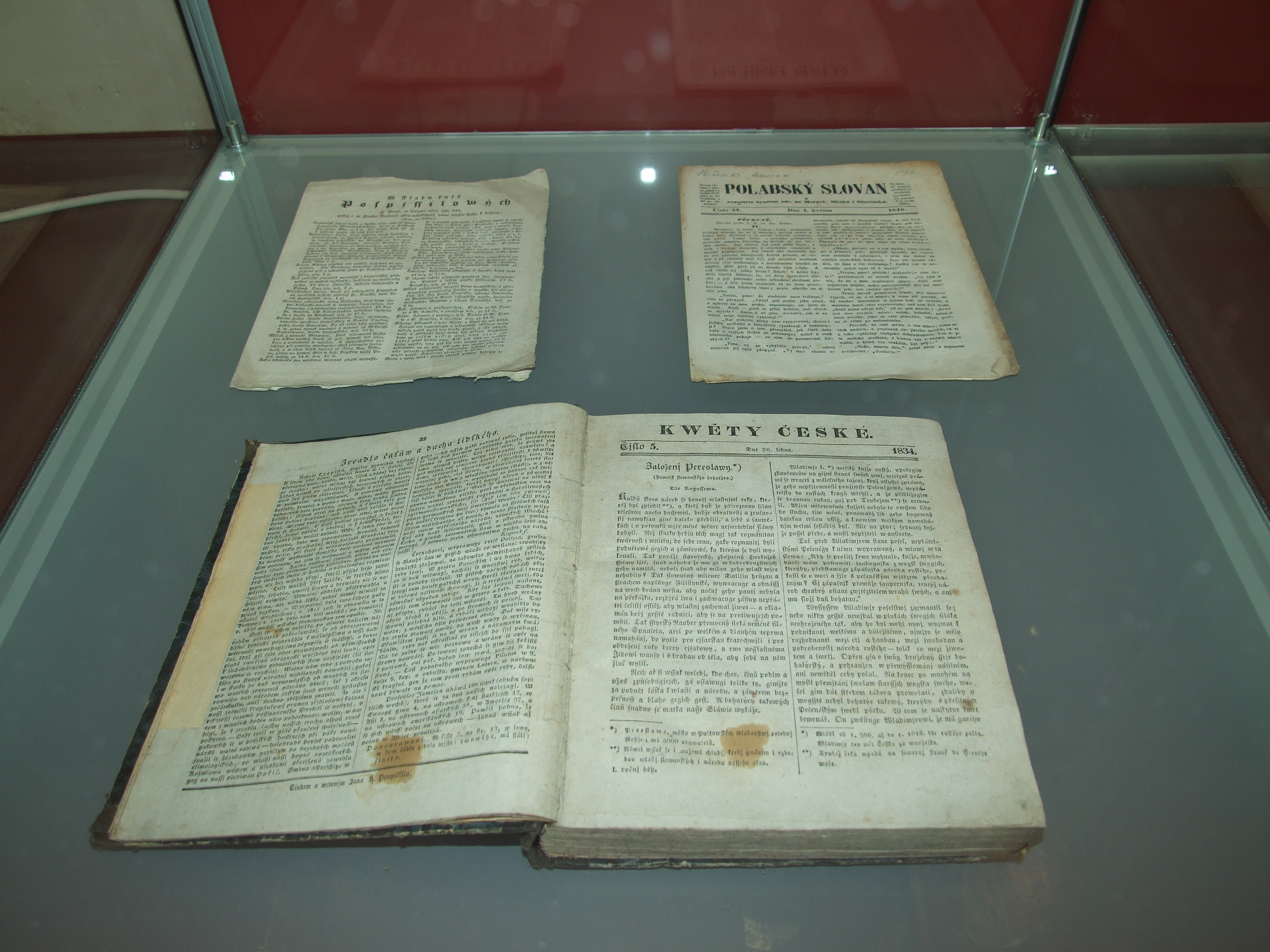
Kwěty české, číslo 5 z 30. ledna 1834

Květy je název několika českých časopisů, které s tímto titulem vycházely v různých obdobích.

## Historický vývoj časopisu

### Kwěty, 1834–1848
S titulem Kwěty české a podtitulem zábawník pro Čechy, Morawany a Slezany, vznikl v roce 1834 první ročník listu, přejmenovaného z dosavadního časopisu Jindy a nyní, který v roce 1833 převzal a redigoval Josef Kajetán Tyl. Od druhého ročníku (1835) vycházel již pod zkráceným titulem Kwěty. Název měl vyjadřovat rozkvět českého písemnictví, publikovaly se v něm prozaické příspěvky, poezie i krátké glosy, které sloužily hlavně k organizování českého národního hnutí a šíření českého jazyka. 
Jeho hlavním cílem bylo tlumočit potřeby české společnosti, vzdělávat ji a sloužit k osvětě. Květy byly odrazovým můstkem pro nadějné literáty, mezi jejich přispěvatele patřili například Karel Sabina, Josef Jaroslav Langer, Karel Hynek Mácha či Karel Jaromír Erben. Tyl  nesměl být v tiráži časopisu uveden, protože byl vojenským úředníkem, oficiálně list vedl nakladatel Jan Hostivít Pospíšil a Tylovy příspěvky vycházely pod pseudonymem nebo anonymně. Díky redakční práci J. K. Tyla (1834–1836, 1841–1845) a redaktora Václava Filípka (v ostatních letech) zde vznikala kvalitní literární i divadelní kritika a list měl až 900 odběratelů, což bylo v 19. století úctyhodné číslo.
Navzdory dlouholeté redakční práci byl Josef Kajetán Tyl ke konci svého působení vystaven kritice ze strany Františka Ladislava Čelakovského a Karla Havlíčka Borovského, kteří ho obvinili z naivity, přehnaného vlastenčení a používání prázdných výrazů v románu Poslední Čech. Tyl krátce na to v roce 1845 odešel hrát potulné divadlo.

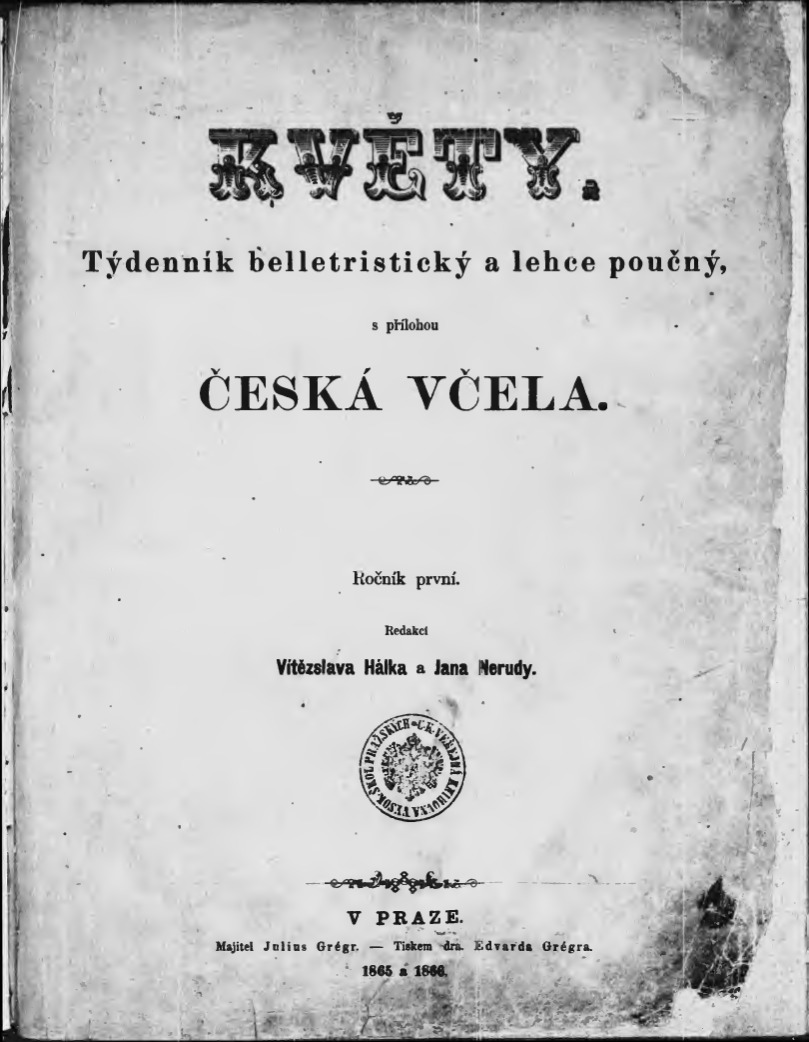
Titulní strana časopisu Květy z roku 1865.

### Květy, 1865–1872
Časopis od roku 1865 vycházel s titulem Květy a s podtitulem Týdenník beletristický a lehce poučný. Jednalo se o velký ilustrovaný týdeník s beletristickým, naukově popularizačním a informativním obsahem, určený širším čtenářským kruhům. Jeho iniciátory se stali Vítězslav Hálek a Jan Neruda, kteří navázali na tradici Tylových Květů a kladli tak důraz zejména na původní tvorbu.
Každé číslo zpravidla zahajovala próza, román nebo povídka na pokračování. Po nich následovala báseň a drobná próza polobeletristická nebo populárně naučná. Týdeník byl doplněn oddílem Fejeton obsahující rozsáhlejší články, úvahy, drobné glosy, básně, zajímavosti ze světa kultury a krátké historické nebo životopisné zprávy. Součástí Květů byla rovněž příloha Česká včela, která předkládala články z oblasti literárního a kulturního života.
V roce 1867 Jan Neruda redakci opustil a Hálek ji od té doby vedl sám. Časopis byl rovněž pozměněn na velký obrázkový týdeník (začal otiskovat kresby a reprodukce obrazů) s módní přílohou, která nahradila přílohu Česká včela. Módní příloha si kladla za cíl konkurovat berlínskému časopisu Bazar. V konkurenci však neobstála a roku 1869 byla nahrazena českým překladem německého Bazaru. Cílem nastalých změn v časopise byla snaha pozměnit jej na rodinný časopis, který by pomáhal vytlačit z rodin německou četbu, seznámil čtenáře s hodnotami českého výtvarného umění, ale také konkuroval časopisu Světozor. Skladba příspěvků stejně jako okruh přispěvatelů však zůstala zachována.
V červenci roku 1872 vydávání Květů skončilo. Mezi hlavní důvody patřily velké finanční náklady za vydávání přílohy Bazar, a také skutečnost, že tehdejší poměry neumožňovaly vydávat vedle Světozoru ještě druhý velký obrázkový časopis.

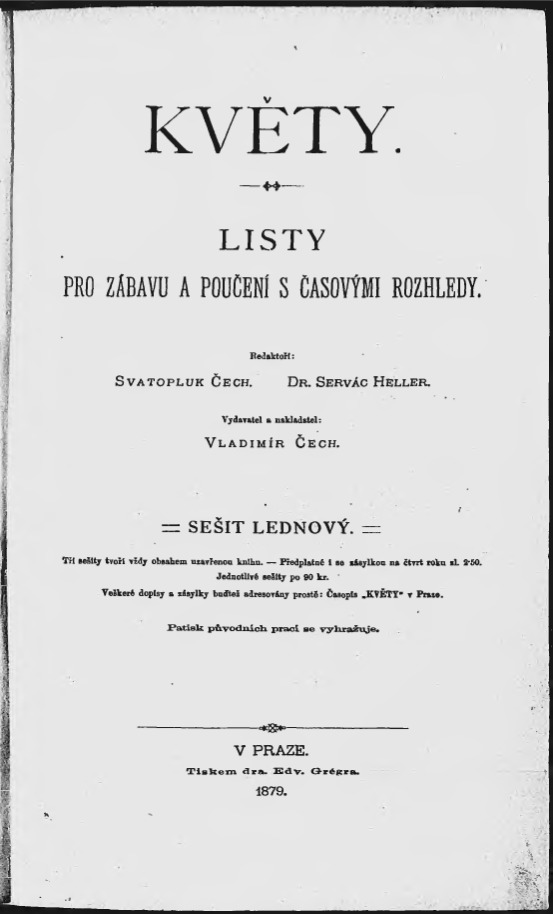
Titulní strana časopisu Květy z roku 1879.

### Květy, 1879–1915
V roce 1879 začaly Květy nově vycházet jako měsíčník s beletristickým, zábavným i naukově popularizačním obsahem určený širším čtenářským vrstvám. Jeho zakladateli se stali Svatopluk Čech a Servác Heller, kteří navázali na tradici Tylových a Hálkových Květů. Záměrem zakladatelů bylo zpřístupnit čtenářům současnou českou literaturu i zajímavosti z domácí a zahraniční kultury. Mezi lety 1879 až 1888 vycházel s podtitulem Listy pro zábavu a poučení s časovými rozhledy, od roku 1888 již bez podtitulu. Podtitul zdůrazňoval odlišnost Květů od vybraných soudobých časopisů s vyhraněným uměleckým programem (Lumír) nebo speciálním zaměřením (Osvěta). Zároveň se snažil promlouvat k co nejvíce čtenářským kruhům a sdružovat veškeré české spisovatele.
Časopis tvořila krásná literatura a z velké části próza. Publikovány byly romány, novely, poezie, humoresky, arabesky nebo žánry jako cestopisné črty, obrázky z cest, studie, kresby, ale i naučné a populárně naučné stati o nejrůznějších oblastech lidské činnosti. Mimo jiné také obsahoval rubriky jako Rozhledy v literatuře, umění a vědě nebo Česká literatura (jinak také Z české literatury), z nichž první se zabývala kupříkladu zajímavostmi z jiných literatur (např. slovanských) a druhá zveřejňovala recenze nově vydaných knih, edic a časopisů. Květy zahrnovaly i články a informace týkající se výtvarného umění (výstavy, divadelní představení, reprodukce děl českých malířů a grafiků).

### Květy, 1951–1990
Mezi lety 1916 až 1951 bylo vydávaní časopisu zastaveno zejména kvůli válkám, které tou dobou zmítaly Československem. Časopis začal znovu vycházet až v roce 1951 vydavatelstvím Rudé právo jako týdeník a šéfredaktorem byl Jiří Žák. Týdeník Květy byl určen pro rodiny a zaměřoval se na politické, kulturní a sportovní dění v Československu. Byl také důkladně cenzurován a zaměřoval se na propagandu komunistického režimu. Zveřejňoval budovatelskou prózu a poezii, prezentoval také nově chystané filmy, divadelní představení nebo výstavy.

### Týdeník Květy, 1991–současnost
Od roku 1991 vychází časopis jako Týdeník Květy původně vydávaný akciovou společností Kwěty české. Časopis se v devadesátých letech zaměřoval například na rubriky o událostech z domova i ze světa, tuzemské politice, kulturního dění, módě, rubriky na téma pro každého něco nebo dopisy a rozhovory se čtenáři. V současnosti vydává časopis vydavatelství Vltava Labe Media a.s. a ve svém obsahu se zabývá aktuálními tématy, současnými trendy, fenomény, ekonomikou nebo rozhovory s osobnostmi z domova i ze světa. Současným šéfredaktorem je Tomáš Coňk.
V únoru 2025 byl spuštěn nový web časopisu Květy – www.kvety.cz. Nabízí online články zaměřené na historii, přírodu, praktické rady, rozhovory se známými osobnostmi a zajímavosti z celého světa. Web je určen široké veřejnosti a navazuje na tradici tištěného magazínu jako informační platforma pro celou rodinu.